# Liste der Wahlkreise des Preußischen Abgeordnetenhauses
Diese Liste nennt die Wahlkreise für die Wahl des Preußischen Abgeordnetenhauses.

## 1849 bis 1867
| Wahlkreis                                                        | Regierungsbezirk                     | Umfang                                                                                    |
| ---------------------------------------------------------------- | ------------------------------------ | ----------------------------------------------------------------------------------------- |
| Wahlkreis Memel-Heydekrug                                        | Königsberg 1                         | Kreis Memel, Kreis Heydekrug                                                              |
| Wahlkreis Labiau-Wehlau                                          | Königsberg 2                         | Kreis Labiau, Kreis Wehlau                                                                |
| Wahlkreis Stadt und Kreis Königsberg-Fischhausen                 | Königsberg 3                         | Königsberg in Preußen, Landkreis Königsberg, Kreis Fischhausen                            |
| Wahlkreis Heiligenbeil-Preußisch Eylau                           | Königsberg 4                         | Kreis Heiligenbeil, Kreis Preußisch Eylau                                                 |
| Wahlkreis Braunsberg-Heilsberg                                   | Königsberg 5                         | Kreis Braunsberg, Kreis Heilsberg                                                         |
| Wahlkreis Preußisch Holland-Mohrungen                            | Königsberg 6                         | Kreis Preußisch Holland, Kreis Mohrungen                                                  |
| Wahlkreis Osterode-Neidenburg                                    | Königsberg 7                         | Kreis Osterode, Kreis Neidenburg                                                          |
| Wahlkreis Allenstein-Rößel                                       | Königsberg 8                         | Kreis Allenstein, Kreis Rößel                                                             |
| Wahlkreis Rastenburg-Gerdauen-Friedland                          | Königsberg 9                         | Kreis Rastenburg, Kreis Gerdauen, Kreis Friedland                                         |
| Wahlkreis Tilsit-Niederung                                       | Gumbinnen 1                          | Kreis Tilsit, Kreis Niederung                                                             |
| Wahlkreis Ragnit-Pillkallen                                      | Gumbinnen 2                          | Kreis Ragnit, Kreis Pillkallen                                                            |
| Wahlkreis Gumbinnen-Insterburg                                   | Gumbinnen 3                          | Kreis Gumbinnen, Kreis Insterburg                                                         |
| Wahlkreis Stallupönen-Goldap-Darkehmen                           | Gumbinnen 4                          | Kreis Stallupönen, Kreis Goldap, Kreis Darkehmen                                          |
| Wahlkreis Angerburg-Lötzen                                       | Gumbinnen 5                          | Kreis Angerburg, Kreis Lötzen                                                             |
| Wahlkreis Oletzko-Lyck-Johannisburg                              | Gumbinnen 6                          | Kreis Oletzko, Kreis Lyck, Kreis Johannisburg                                             |
| Wahlkreis Sensburg-Ortelsburg                                    | Gumbinnen 7                          | Kreis Sensburg, Kreis Ortelsburg (im Regierungsbezirk Königsberg)                         |
| Wahlkreis Elbing-Marienburg                                      | Danzig 1                             | Kreis Elbing, Kreis Marienburg                                                            |
| Wahlkreis Stadt und Kreis Danzig                                 | Danzig 2                             | Danzig, Landkreis Danzig                                                                  |
| Wahlkreis Neustadt-Karthaus                                      | Danzig 3                             | Kreis Neustadt, Kreis Karthaus                                                            |
| Wahlkreis Berent-Stargard                                        | Danzig 4                             | Kreis Berent, Kreis Stargard                                                              |
| Wahlkreis Stuhm-Marienwerder                                     | Marienwerder 1                       | Kreis Stuhm, Kreis Marienwerder                                                           |
| Wahlkreis Rosenberg-Graudenz                                     | Marienwerder 2                       | Kreis Rosenberg, Kreis Graudenz                                                           |
| Wahlkreis Löbau                                                  | Marienwerder 3                       | Kreis Löbau                                                                               |
| Wahlkreis Strasburg                                              | Marienwerder 4                       | Kreis Strasburg                                                                           |
| Wahlkreis Thorn-Kulm                                             | Marienwerder 5                       | Kreis Thorn, Kreis Kulm                                                                   |
| Wahlkreis Schwetz                                                | Marienwerder 6                       | Kreis Schwetz                                                                             |
| Wahlkreis Konitz-Tuchel-Schlochau                                | Marienwerder 7                       | Kreis Konitz, Kreis Tuchel, Kreis Schlochau                                               |
| Wahlkreis Flatow-Deutsch Krone                                   | Marienwerder 8                       | Kreis Flatow, Kreis Deutsch Krone                                                         |
| Wahlkreis Linkes Spreeufer, untere Stadt                         | Stadt Berlin 1                       | Berlin, Linkes Spreeufer, untere Stadt                                                    |
| Wahlkreis Linkes Spreeufer, obere Stadt und der Stadtteil Berlin | Stadt Berlin 2                       | Berlin, Linkes Spreeufer, obere Stadt und der Stadtteil Berlin                            |
| Wahlkreis Rechtes Spreeufer, untere Stadt                        | Stadt Berlin 3                       | Berlin, Rechtes Spreeufer, untere Stadt                                                   |
| Wahlkreis Rechtes Spreeufer, obere Stadt                         | Stadt Berlin 4                       | Berlin, Rechtes Spreeufer, obere Stadt                                                    |
| Wahlkreis West-Ostprignitz                                       | Potsdam 1                            | Kreis Westprignitz, Kreis Ostprignitz                                                     |
| Wahlkreis Ruppin-Templin                                         | Potsdam 2                            | Kreis Ruppin, Kreis Templin                                                               |
| Wahlkreis Prenzlau-Angermünde                                    | Potsdam 3                            | Kreis Prenzlau, Kreis Angermünde                                                          |
| Wahlkreis Oberbarnim-Niederbarnim                                | Potsdam 4                            | Kreis Oberbarnim, Kreis Niederbarnim                                                      |
| Wahlkreis Stadt Potsdam                                          | Potsdam 5                            | Stadt Potsdam                                                                             |
| Wahlkreis Osthavelland                                           | Potsdam 6                            | Kreis Osthavelland                                                                        |
| Wahlkreis Westhavelland-Zauch-Belzig                             | Potsdam 7                            | Kreis Westhavelland, Kreis Zauch-Belzig                                                   |
| Wahlkreis Jüterbog-Luckenwalde                                   | Potsdam 8                            | Kreis Jüterbog, Kreis Luckenwalde                                                         |
| Wahlkreis Teltow-Beeskow-Storkow                                 | Potsdam 9                            | Kreis Teltow, Kreis Beeskow-Storkow                                                       |
| Wahlkreis Arnswalde-Friedeberg                                   | Frankfurt 1                          | Kreis Arnswalde, Kreis Friedeberg Nm.                                                     |
| Wahlkreis Landsberg an der Warthe-Soldin                         | Frankfurt 2                          | Kreis Landsberg an der Warthe, Kreis Soldin                                               |
| Wahlkreis Königsberg in der Neumark                              | Frankfurt 3                          | Kreis Königsberg Nm.                                                                      |
| Wahlkreis Stadt Frankfurt an der Oder-Lebus                      | Frankfurt 4                          | Frankfurt an der Oder, Kreis Lebus                                                        |
| Wahlkreis Weststernberg-Oststernberg                             | Frankfurt 5                          | Kreis Weststernberg, Kreis Oststernberg                                                   |
| Wahlkreis Züllichau-Krossen                                      | Frankfurt 6                          | Kreis Züllichau, Kreis Krossen                                                            |
| Wahlkreis Guben-Sorau                                            | Frankfurt 7                          | Kreis Guben, Kreis Sorau                                                                  |
| Wahlkreis Cottbus-Spremberg-Calau                                | Frankfurt 8                          | Kreis Cottbus, Kreis Spremberg, Kreis Calau                                               |
| Wahlkreis Luckau-Lübben                                          | Frankfurt 9                          | Kreis Luckau, Kreis Lübben                                                                |
| Wahlkreis Demmin-Anklam-Usedom-Wollin-Ueckermünde                | Stettin 1                            | Kreis Demmin, Kreis Anklam, Kreis Usedom-Wollin, Kreis Ueckermünde                        |
| Wahlkreis Randow-Greifenhagen                                    | Stettin 2                            | Kreis Randow, Kreis Greifenhagen                                                          |
| Wahlkreis Stadt Stettin                                          | Stettin 3                            | Stadt Stettin                                                                             |
| Wahlkreis Pyritz-Saatzig                                         | Stettin 4                            | Kreis Pyritz, Kreis Saatzig                                                               |
| Wahlkreis Naugard-Regenwalde                                     | Stettin 5                            | Kreis Naugard, Kreis Regenwalde                                                           |
| Wahlkreis Greifenberg-Cammin                                     | Stettin 6                            | Kreis Greifenberg, Kreis Cammin                                                           |
| Wahlkreis Lauenburg-Bütow-Stolp                                  | Köslin 1                             | Kreis Lauenburg i. Pom., Kreis Bütow, Kreis Stolp                                         |
| Wahlkreis Rummelsburg-Schlawe                                    | Köslin 2                             | Kreis Rummelsburg, Kreis Schlawe                                                          |
| Wahlkreis Schivelbein-Dramburg                                   | Köslin 3                             | Kreis Schivelbein, Kreis Dramburg                                                         |
| Wahlkreis Fürstenthum                                            | Köslin 4                             | Kreis Fürstenthum                                                                         |
| Wahlkreis Neustettin-Belgard                                     | Köslin 5                             | Kreis Neustettin, Kreis Belgard                                                           |
| Wahlkreis Rügen-Franzburg                                        | Stralsund 1                          | Kreis Rügen, Kreis Franzburg                                                              |
| Wahlkreis Grimmen-Greifswald                                     | Stralsund 2                          | Kreis Grimmen, Kreis Greifswald                                                           |
| Wahlkreis Stadt Posen                                            | Posen 1                              | Stadt Posen                                                                               |
| Wahlkreis Posen-Obornik                                          | Posen 2                              | Kreis Posen, Kreis Obornik                                                                |
| Wahlkreis Samter-Birnbaum                                        | Posen 3                              | Kreis Samter, Kreis Birnbaum                                                              |
| Wahlkreis Meseritz-Bomst                                         | Posen 4                              | Kreis Meseritz, Kreis Bomst                                                               |
| Wahlkreis Buk-Kosten                                             | Posen 5                              | Kreis Buk, Kreis Kosten                                                                   |
| Wahlkreis Fraustadt-Kröben                                       | Posen 6                              | Kreis Fraustadt, Kreis Kröben                                                             |
| Wahlkreis Schrimm-Schroda-Wreschen                               | Posen 7                              | Kreis Schrimm, Kreis Schroda, Kreis Wreschen                                              |
| Wahlkreis Pleschen-Krotoschin                                    | Posen 8                              | Kreis Pleschen, Kreis Krotoschin                                                          |
| Wahlkreis Adelnau-Schildberg                                     | Posen 9                              | Kreis Adelnau, Kreis Schildberg                                                           |
| Wahlkreis Czarnikau-Chodziesen                                   | Bromberg 1                           | Kreis Czarnikau, Kreis Chodziesen                                                         |
| Wahlkreis Wirsitz-Bromberg                                       | Bromberg 2                           | Kreis Wirsitz, Kreis Bromberg                                                             |
| Wahlkreis Schubin-Inowraclaw                                     | Bromberg 3                           | Kreis Schubin, Kreis Inowraclaw                                                           |
| Wahlkreis Mogilno-Gnesen-Wongrowitz                              | Bromberg 4                           | Kreis Mogilno, Kreis Gnesen, Kreis Wongrowitz                                             |
| Wahlkreis Guhrau-Steinau-Wohlau                                  | Breslau 1                            | Kreis Guhrau, Kreis Steinau, Kreis Wohlau                                                 |
| Wahlkreis Militsch-Trebnitz                                      | Breslau 2                            | Kreis Militsch, Kreis Trebnitz                                                            |
| Wahlkreis Wartenberg-Namslau-Oels                                | Breslau 3                            | Kreis Wartenberg, Kreis Namslau, Kreis Oels                                               |
| Wahlkreis Stadt Breslau                                          | Breslau 4                            | Stadt Breslau                                                                             |
| Wahlkreis Breslau-Neumarkt                                       | Breslau 5                            | Kreis Breslau, Kreis Neumarkt                                                             |
| Wahlkreis Striegau-Schweidnitz                                   | Breslau 6                            | Kreis Striegau, Kreis Schweidnitz                                                         |
| Wahlkreis Waldenburg-Reichenbach                                 | Breslau 7                            | Kreis Waldenburg, Kreis Reichenbach                                                       |
| Wahlkreis Neurode-Glatz-Habelschwerdt                            | Breslau 8                            | Kreis Neurode, Kreis Glatz, Kreis Habelschwerdt                                           |
| Wahlkreis Frankenstein-Münsterberg                               | Breslau 9                            | Kreis Frankenstein, Kreis Münsterberg                                                     |
| Wahlkreis Nimptsch-Strehlen                                      | Breslau 10                           | Kreis Nimptsch, Kreis Strehlen                                                            |
| Wahlkreis Ohlau-Brieg                                            | Breslau 11                           | Kreis Ohlau, Kreis Brieg                                                                  |
| Wahlkreis Kreuzburg-Rosenberg                                    | Oppeln 1                             | Kreis Kreuzburg, Kreis Rosenberg O.S.                                                     |
| Wahlkreis Oppeln                                                 | Oppeln 2                             | Stadt Oppeln                                                                              |
| Wahlkreis Groß-Strehlitz-Lublinitz                               | Oppeln 3                             | Kreis Groß Strehlitz, Kreis Lublinitz                                                     |
| Wahlkreis Tost-Gleiwitz                                          | Oppeln 4                             | Kreis Tost-Gleiwitz                                                                       |
| Wahlkreis Beuthen-Kattowitz-Tarnowitz-Zabrze                     | Oppeln 5                             | Kreis Beuthen, Kreis Kattowitz, Kreis Tarnowitz, Kreis Zabrze                             |
| Wahlkreis Pleß-Rybnik                                            | Oppeln 6                             | Kreis Pleß, Kreis Rybnik                                                                  |
| Wahlkreis Ratibor                                                | Oppeln 7                             | Kreis Ratibor                                                                             |
| Wahlkreis Cosel-Leobschütz                                       | Oppeln 8                             | Kreis Cosel, Kreis Leobschütz                                                             |
| Wahlkreis Neustadt-Rybnik                                        | Oppeln 9                             | Kreis Neustadt, Kreis Falkenberg O.S.                                                     |
| Wahlkreis Neisse-Grottkau                                        | Oppeln 10                            | Kreis Neisse, Kreis Grottkau                                                              |
| Wahlkreis Grünberg-Freistadt                                     | Liegnitz 1                           | Landkreis Grünberg i. Schles., Kreis Freystadt i. Niederschles.                           |
| Wahlkreis Sagan-Sprottau                                         | Liegnitz 2                           | Kreis Sagan, Kreis Sprottau                                                               |
| Wahlkreis Glogau-Lüben                                           | Liegnitz 3                           | Kreis Glogau, Kreis Lüben                                                                 |
| Wahlkreis Bunzlau-Löwenberg                                      | Liegnitz 4                           | Kreis Bunzlau (Schlesien), Kreis Löwenberg                                                |
| Wahlkreis Haynau-Liegnitz                                        | Liegnitz 5                           | Kreis Goldberg-Haynau, Kreis Liegnitz                                                     |
| Wahlkreis Jauer-Bolkenhain-Landeshut                             | Liegnitz 6                           | Kreis Jauer, Kreis Bolkenhain, Kreis Landeshut                                            |
| Wahlkreis Hirschberg-Schönau                                     | Liegnitz 7                           | Landkreis Hirschberg im Riesengebirge, Kreis Schönau                                      |
| Wahlkreis Lauban-Görlitz                                         | Liegnitz 8                           | Kreis Lauban, Kreis Görlitz                                                               |
| Wahlkreis Rothenburg-Hoyerswerda                                 | Liegnitz 9                           | Kreis Rothenburg (Ob. Laus.), Kreis Hoyerswerda                                           |
| Wahlkreis Salzwedel-Gardelegen                                   | Magdeburg 1                          | Kreis Salzwedel, Kreis Gardelegen                                                         |
| Wahlkreis Osterburg-Stendal                                      | Magdeburg 2                          | Kreis Osterburg, Kreis Stendal                                                            |
| Wahlkreis Jerichow I-Jerichow II                                 | Magdeburg 3                          | Kreis Jerichow I, Kreis Jerichow II                                                       |
| Wahlkreis Stadt Magdeburg mit Neustadt und Sudenburg             | Magdeburg 4                          | Stadt Magdeburg mit Neustadt und Sudenburg                                                |
| Wahlkreis Wolmirstedt-Neuhaldensleben                            | Magdeburg 5                          | Kreis Wolmirstedt, Landkreis Neuhaldensleben                                              |
| Wahlkreis Wanzleben                                              | Magdeburg 6                          | Kreis Wanzleben                                                                           |
| Wahlkreis Kalbe-Aschersleben                                     | Magdeburg 7                          | Kreis Kalbe, Kreis Aschersleben                                                           |
| Wahlkreis Oschersleben-Halberstadt-Wernigerode                   | Magdeburg 8                          | Kreis Oschersleben, Kreis Halberstadt, Kreis Wernigerode                                  |
| Wahlkreis Liebenwerda-Torgau                                     | Merseburg 1                          | Kreis Liebenwerda, Kreis Torgau                                                           |
| Wahlkreis Schweinitz-Wittenberg                                  | Merseburg 2                          | Kreis Schweinitz, Kreis Wittenberg                                                        |
| Wahlkreis Bitterfeld-Delitzsch                                   | Merseburg 3                          | Kreis Bitterfeld, Kreis Delitzsch                                                         |
| Wahlkreis Saalkreis incl. Stadt Halle                            | Merseburg 4                          | Saalkreis incl. Stadt Halle (Saale)                                                       |
| Wahlkreis Mansfelder Seekreis-Mansfelder Gebirgskreis            | Merseburg 5                          | Mansfelder Seekreis, Mansfelder Gebirgskreis                                              |
| Wahlkreis Sangerhausen-Eckartsberga                              | Merseburg 6                          | Kreis Sangerhausen, Kreis Eckartsberga                                                    |
| Wahlkreis Querfurt-Merseburg                                     | Merseburg 7                          | Kreis Querfurt, Kreis Merseburg                                                           |
| Wahlkreis Weißenfels-Zeitz                                       | Merseburg 8                          | Kreis Weißenfels, Kreis Naumburg, Kreis Zeitz                                             |
| Wahlkreis Nordhausen                                             | Erfurt 1                             | Kreis Nordhausen                                                                          |
| Wahlkreis Heiligenstadt-Worbis                                   | Erfurt 2                             | Kreis Heiligenstadt, Kreis Worbis                                                         |
| Wahlkreis Langensalza-Weißensee-Mühlhausen                       | Erfurt 3                             | Kreis Langensalza, Kreis Weißensee, Kreis Mühlhausen                                      |
| Wahlkreis Kreis und Stadt Erfurt                                 | Erfurt 4                             | Kreis Erfurt, Stadt Erfurt                                                                |
| Wahlkreis Schleusingen-Ziegenrück                                | Erfurt 5                             | Kreis Schleusingen, Kreis Ziegenrück, Ortschaft Kaulsdorf                                 |
| Wahlkreis Tecklenburg                                            | Münster 1                            | Kreis Tecklenburg                                                                         |
| Wahlkreis Steinfurt-Ahaus                                        | Münster 2                            | Kreis Steinfurt, Kreis Ahaus                                                              |
| Wahlkreis Stadt und Kreis Münster, Kreis Coesfeld                | Münster 3                            | Stadt Münster, Kreis Münster, Kreis Coesfeld                                              |
| Wahlkreis Borken-Recklinghausen                                  | Münster 4                            | Kreis Borken, Kreis Recklinghausen                                                        |
| Wahlkreis Lüdinghausen-Beckum-Warendorf                          | Münster 5                            | Kreis Lüdinghausen, Kreis Beckum, Kreis Warendorf                                         |
| Wahlkreis Minden-Lübbecke-Jadegebiet                             | Minden 1                             | Kreis Minden, Kreis Lübbecke, Jadegebiet                                                  |
| Wahlkreis Herford-Halle-Bielefeld                                | Minden 2                             | Kreis Herford, Kreis Halle, Kreis Bielefeld                                               |
| Wahlkreis Wiedenbrück-Paderborn-Büren                            | Minden 3                             | Kreis Wiedenbrück, Kreis Paderborn, Kreis Büren                                           |
| Wahlkreis Warburg-Höxter                                         | Minden 4                             | Kreis Warburg , Kreis Höxter                                                              |
| Wahlkreis Wittgenstein-Siegen                                    | Arnsberg 1                           | Kreis Wittgenstein, Kreis Siegen                                                          |
| Wahlkreis Olpe-Meschede                                          | Arnsberg 2                           | Kreis Olpe, Kreis Meschede                                                                |
| Wahlkreis Altena-Iserlohn                                        | Arnsberg 3                           | Kreis Altena, Kreis Iserlohn                                                              |
| Wahlkreis Hagen                                                  | Arnsberg 4                           | Kreis Hagen                                                                               |
| Wahlkreis Bochum-Dortmund                                        | Arnsberg 5                           | Kreis Bochum, Kreis Dortmund                                                              |
| Wahlkreis Hamm-Soest                                             | Arnsberg 6                           | Kreis Hamm, Kreis Soest                                                                   |
| Wahlkreis Lippstadt-Arnsberg-Brilon                              | Arnsberg 7                           | Kreis Lippstadt, Kreis Arnsberg, Kreis Brilon                                             |
| Wahlkreis Stadt Köln                                             | Köln 1                               | Köln                                                                                      |
| Wahlkreis Köln-Bergheim-Euskirchen                               | Köln 2                               | Kreis Köln, Kreis Bergheim, Kreis Euskirchen                                              |
| Wahlkreis Rheinbach-Bonn                                         | Köln 3                               | Kreis Rheinbach, Kreis Bonn                                                               |
| Wahlkreis Sieg-Mülheim-Wipperfürth                               | Köln 4                               | Siegkreis, Kreis Mülheim am Rhein, Kreis Wipperfürth                                      |
| Wahlkreis Gummersbach-Waldbröl                                   | Köln 5                               | Kreis Gummersbach, Kreis Waldbröl                                                         |
| Wahlkreis Lennep-Solingen                                        | Düsseldorf 1                         | Kreis Lennep, Kreis Solingen                                                              |
| Wahlkreis Elberfeld-Barmen                                       | Düsseldorf 2                         | Städte Elberfeld und Barmen                                                               |
| Wahlkreis Mettmann                                               | Düsseldorf 3                         | Kreis Mettmann                                                                            |
| Wahlkreis Stadt und Kreis Düsseldorf                             | Düsseldorf 4                         | Stadt Düsseldorf, Kreis Düsseldorf                                                        |
| Wahlkreis Essen-Duisburg-Mülheim an der Ruhr                     | Düsseldorf 5                         | Kreis Essen, Kreis Duisburg, Landkreis Mülheim an der Ruhr                                |
| Wahlkreis Rees                                                   | Düsseldorf 6                         | Kreis Rees                                                                                |
| Wahlkreis Kleve                                                  | Düsseldorf 7                         | Kreis Kleve                                                                               |
| Wahlkreis Moers                                                  | Düsseldorf 8                         | Kreis Moers                                                                               |
| Wahlkreis Geldern-Kempen                                         | Düsseldorf 9                         | Kreis Geldern, Kreis Kempen                                                               |
| Wahlkreis Stadt Krefeld                                          | Düsseldorf 10                        | Stadt Krefeld                                                                             |
| Wahlkreis Gladbach                                               | Düsseldorf 11                        | Kreis Gladbach                                                                            |
| Wahlkreis Neuss-Krefeld                                          | Düsseldorf 12                        | Kreis Neuss, Kreis Grevenbroich, Kreis Krefeld excl. Stadt Krefeld                        |
| Wahlkreis SWetzlar                                               | Koblenz 1                            | Kreis Wetzlar                                                                             |
| Wahlkreis Altenkirchen-Neuwied                                   | Koblenz 2                            | Kreis Altenkirchen, Kreis Neuwied                                                         |
| Wahlkreis Koblenz-St. Goar                                       | Koblenz 3                            | Kreis Koblenz, Kreis St. Goar, Garnison von Mainz                                         |
| Wahlkreis Kreuznach-Simmern-Zell                                 | Koblenz 4                            | Kreis Kreuznach, Kreis Simmern, Kreis Zell                                                |
| Wahlkreis Cochem-Mayen                                           | Koblenz 5                            | Kreis Cochem, Kreis Mayen                                                                 |
| Wahlkreis Adenau-Ahrweiler                                       | Koblenz 6                            | Kreis Adenau, Kreis Ahrweiler                                                             |
| Wahlkreis Daun-Prüm-Bitburg                                      | Trier 1                              | Kreis Daun, Kreis Prüm, Kreis Bitburg                                                     |
| Wahlkreis Wittlich-Bernkastel                                    | Trier 2                              | Kreis Wittlich, Kreis Bernkastel                                                          |
| Wahlkreis Stadt und Kreis Trier                                  | Trier 3                              | Stadt Trier, Landkreis Trier                                                              |
| Wahlkreis Saarburg-Merzig-Saarlouis                              | Trier 4                              | Kreis Saarburg, Kreis Merzig, Kreis Saarlouis                                             |
| Wahlkreis Saarbrücken-St. Wendel                                 | Trier 5                              | Kreis Saarbrücken, Kreis Ottweiler, Kreis St. Wendel                                      |
| Wahlkreis Schleiden-Malmedy-Montjoie                             | Aachen 1                             | Kreis Schleiden, Kreis Malmedy, Kreis Montjoie (Monchau)                                  |
| Wahlkreis Eupen-Aachen-Stadt Aachen                              | Aachen 2                             | Kreis Eupen, Kreis Aachen, Stadt Aachen                                                   |
| Wahlkreis Düren-Jülich                                           | Aachen 3                             | Kreis Düren, Kreis Jülich                                                                 |
| Wahlkreis Geilenkirchen-Heinsberg-Erkelenz                       | Aachen 4                             | Kreis Geilenkirchen, Kreis Heinsberg, Kreis Erkelenz                                      |
| Wahlkreis Hohenzollern                                           | Sigmaringen (Hohenzollernsche Lande) | Oberämter Hechingen, Haigerloch, Sigmaringen, Gammertingen, Wald, Trochtelfingen, Ostrach |

## 1867 bis 1918
Nach dem Deutschen Krieg 1866 erweiterte sich das Staatsgebiet des Königreichs Preußen deutlich. In die annektierten Gebiete wurden neue Wahlkreise gebildet, das Abgeordnetenhaus entsprechend vergrößert.
| Wahlkreis | Abgeordnete                   | Regierungsbezirk                     | Umfang |
| --- | ----------------------------- | ------------------------------------ | --- |
| Wahlkreis Memel-Heydekrug | 2                             | Königsberg 1                         | Kreis Memel, Kreis Heydekrug                                                                                  |
| Wahlkreis Labiau-Wehlau | 2                             | Königsberg 2                         | Kreis Labiau, Kreis Wehlau                                                                                    |
| Wahlkreis Stadt und Kreis Königsberg-Fischhausen | 3                             | Königsberg 3                         | Königsberg in Preußen, Landkreis Königsberg, Kreis Fischhausen                                                |
| Wahlkreis Heiligenbeil-Preußisch Eylau | 2                             | Königsberg 4                         | Kreis Heiligenbeil, Kreis Preußisch Eylau                                                                     |
| Wahlkreis Braunsberg-Heilsberg | 2                             | Königsberg 5                         | Kreis Braunsberg, Kreis Heilsberg                                                                             |
| Wahlkreis Preußisch Holland-Mohrungen | 2                             | Königsberg 6                         | Kreis Preußisch Holland, Kreis Mohrungen                                                                      |
| Wahlkreis Osterode-Neidenburg | 2                             | Königsberg 7                         | Kreis Osterode, Kreis Neidenburg                                                                              |
| Wahlkreis Allenstein-Rößel | 2                             | Königsberg 8                         | Kreis Allenstein, Kreis Rößel                                                                                 |
| Wahlkreis Rastenburg-Gerdauen-Friedland | 3                             | Königsberg 9                         | Kreis Rastenburg, Kreis Gerdauen, Kreis Friedland                                                             |
| Wahlkreis Tilsit-Niederung | 2                             | Gumbinnen 1                          | Kreis Tilsit, Kreis Niederung                                                                                 |
| Wahlkreis Ragnit-Pillkallen | 2                             | Gumbinnen 2                          | Kreis Ragnit, Kreis Pillkallen                                                                                |
| Wahlkreis Gumbinnen-Insterburg | 2                             | Gumbinnen 3                          | Kreis Gumbinnen, Kreis Insterburg                                                                             |
| Wahlkreis Stallupönen-Goldap-Darkehmen | 2                             | Gumbinnen 4                          | Kreis Stallupönen, Kreis Goldap, Kreis Darkehmen                                                              |
| Wahlkreis Angerburg-Lötzen | 2                             | Gumbinnen 5                          | Kreis Angerburg, Kreis Lötzen                                                                                 |
| Wahlkreis Oletzko-Lyck-Johannisburg | 2                             | Gumbinnen 6                          | Kreis Oletzko, Kreis Lyck, Kreis Johannisburg                                                                 |
| Wahlkreis Sensburg-Ortelsburg | 2                             | Gumbinnen 7                          | Kreis Sensburg, Kreis Ortelsburg (im Regierungsbezirk Königsberg)                                             |
| Wahlkreis Elbing-Marienburg | 2                             | Danzig 1                             | Kreis Elbing, Kreis Marienburg                                                                                |
| Wahlkreis Stadt und Kreis Danzig | 3                             | Danzig 2                             | Danzig, Landkreis Danzig                                                                                      |
| Wahlkreis Neustadt-Karthaus | 2                             | Danzig 3                             | Kreis Neustadt, Kreis Karthaus                                                                                |
| Wahlkreis Berent-Pr. Stargard | 2                             | Danzig 4                             | Kreis Berent, Kreis Stargard                                                                                  |
| Wahlkreis Stuhm-Marienwerder | 2                             | Marienwerder 1                       | Kreis Stuhm, Kreis Marienwerder                                                                               |
| Wahlkreis Rosenberg-Graudenz | 2                             | Marienwerder 2                       | Kreis Rosenberg, Kreis Graudenz                                                                               |
| Wahlkreis Löbau | 1                             | Marienwerder 3                       | Kreis Löbau                                                                                                   |
| Wahlkreis Strasburg | 1                             | Marienwerder 4                       | Kreis Strasburg                                                                                               |
| Wahlkreis Thorn-Kulm | 2                             | Marienwerder 5                       | Kreis Thorn, Kreis Kulm                                                                                       |
| Wahlkreis Schwetz | 1                             | Marienwerder 6                       | Kreis Schwetz                                                                                                 |
| Wahlkreis Konitz-Tuchel-Schlochau | 2                             | Marienwerder 7                       | Kreis Konitz, Kreis Tuchel, Kreis Schlochau                                                                   |
| Wahlkreis Flatow-Deutsch Krone | 2                             | Marienwerder 8                       | Kreis Flatow, Kreis Deutsch Krone                                                                             |
| Wahlkreis Berlin 1 | 3                             | Stadt Berlin 1                       | Berlin, Linkes Spreeufer, untere Stadt                                                                        |
| Wahlkreis Berlin 2 | 2                             | Stadt Berlin 2                       | Berlin, Linkes Spreeufer, obere Stadt und der Stadtteil Berlin                                                |
| Wahlkreis Berlin 3 | 2                             | Stadt Berlin 3                       | Berlin, Rechtes Spreeufer, untere Stadt                                                                       |
| Wahlkreis Berlin 4 | 2                             | Stadt Berlin 4                       | Berlin, Rechtes Spreeufer, obere Stadt                                                                        |
| ab Wahlperiode 21 bestanden 12 1-Personenwahlkreise in Berlin: Wahlkreis Berlin 1, Wahlkreis Berlin 2, Wahlkreis Berlin 3, Wahlkreis Berlin 4, Wahlkreis Berlin 5, Wahlkreis Berlin 6, Wahlkreis Berlin 7, Wahlkreis Berlin 8, Wahlkreis Berlin 9, Wahlkreis Berlin 10, Wahlkreis Berlin 11, Wahlkreis Berlin 12 | jeweils 1                     |                                      | |
| Wahlkreis West- und Ostprignitz | 3                             | Potsdam 1                            | Kreis Westprignitz, Kreis Ostprignitz                                                                         |
| Wahlkreis Ruppin-Templin | 2                             | Potsdam 2                            | Kreis Ruppin, Kreis Templin                                                                                   |
| Wahlkreis Prenzlau-Angermünde | 2                             | Potsdam 3                            | Kreis Prenzlau, Kreis Angermünde                                                                              |
| Wahlkreis Oberbarnim-Niederbarnim | 3                             | Potsdam 4                            | Kreis Oberbarnim, Kreis Niederbarnim                                                                          |
| Wahlkreis Stadt Potsdam | 1                             | Potsdam 5                            | Stadt Potsdam                                                                                                 |
| Wahlkreis Osthavelland | 1                             | Potsdam 6                            | Kreis Osthavelland                                                                                            |
| Wahlkreis Westhavelland-Zauch-Belzig | 3                             | Potsdam 7                            | Kreis Westhavelland, Kreis Zauch-Belzig                                                                       |
| Wahlkreis Jüterbog-Luckenwalde | 1                             | Potsdam 8                            | Kreis Jüterbog, Kreis Luckenwalde                                                                             |
| Wahlkreis Teltow-Beeskow-Storkow | 2                             | Potsdam 9                            | Kreis Teltow, Kreis Beeskow-Storkow                                                                           |
| Wahlkreis Charlottenburg | 1                             | Potsdam 10                           | Charlottenburg                                                                                                |
| Wahlkreis Arnswalde-Friedeberg | 2                             | Frankfurt 1                          | Kreis Arnswalde, Kreis Friedeberg Nm.                                                                         |
| Wahlkreis Landsberg-Soldin | 2                             | Frankfurt 2                          | Kreis Landsberg an der Warthe, Kreis Soldin                                                                   |
| Wahlkreis Königsberg in der Neumark | 2                             | Frankfurt 3                          | Kreis Königsberg Nm.                                                                                          |
| Wahlkreis Stadt Frankfurt an der Oder-Lebus | 2                             | Frankfurt 4                          | Frankfurt an der Oder, Kreis Lebus                                                                            |
| Wahlkreis Sternberg | 2                             | Frankfurt 5                          | Kreis Weststernberg, Kreis Oststernberg                                                                       |
| Wahlkreis Züllichau-Krossen | 2                             | Frankfurt 6                          | Kreis Züllichau, Kreis Krossen                                                                                |
| Wahlkreis Guben-Sorau | 2                             | Frankfurt 7                          | Kreis Guben, Kreis Sorau                                                                                      |
| Wahlkreis Cottbus-Spremberg-Calau | 2                             | Frankfurt 8                          | Kreis Cottbus, Kreis Spremberg, Kreis Calau                                                                   |
| Wahlkreis Luckau-Lübben | 2                             | Frankfurt 9                          | Kreis Luckau, Kreis Lübben                                                                                    |
| Wahlkreis Demmin-Anklam-Usedom-Wollin-Ueckermünde | 3                             | Stettin 1                            | Kreis Demmin, Kreis Anklam, Kreis Usedom-Wollin, Kreis Ueckermünde                                            |
| Wahlkreis Randow-Greifenhagen | 2                             | Stettin 2                            | Kreis Randow, Kreis Greifenhagen                                                                              |
| Wahlkreis Stadt Stettin | 1                             | Stettin 3                            | Stadt Stettin                                                                                                 |
| Wahlkreis Pyritz-Saatzig | 2                             | Stettin 4                            | Kreis Pyritz, Kreis Saatzig                                                                                   |
| Wahlkreis Naugard-Regenwalde | 2                             | Stettin 5                            | Kreis Naugard, Kreis Regenwalde                                                                               |
| Wahlkreis Greifenberg-Cammin | 2                             | Stettin 6                            | Kreis Greifenberg, Kreis Cammin                                                                               |
| Wahlkreis Lauenburg-Bütow-Stolp | 3                             | Köslin 1                             | Kreis Lauenburg i. Pom., Kreis Bütow, Kreis Stolp                                                             |
| Wahlkreis Rummelsburg-Schlawe | 2                             | Köslin 2                             | Kreis Rummelsburg, Kreis Schlawe                                                                              |
| Wahlkreis Schivelbein-Dramburg | 2                             | Köslin 3                             | Kreis Schivelbein, Kreis Dramburg                                                                             |
| Wahlkreis Fürstenthum | 2                             | Köslin 4                             | Kreis Fürstenthum                                                                                             |
| Wahlkreis Neustettin-Belgard | 2                             | Köslin 5                             | Kreis Neustettin, Kreis Belgard                                                                               |
| Wahlkreis Rügen-Franzburg | 2                             | Stralsund 1                          | Kreis Rügen, Kreis Franzburg                                                                                  |
| Wahlkreis Grimmen-Greifswald | 2                             | Stralsund 2                          | Kreis Grimmen, Kreis Greifswald                                                                               |
| Wahlkreis Stadt Posen | 1                             | Posen 1                              | Stadt Posen                                                                                                   |
| Wahlkreis Posen-Obornik | 2                             | Posen 2                              | Kreis Posen, Kreis Obornik                                                                                    |
| Wahlkreis Samter-Birnbaum | 2                             | Posen 3                              | Kreis Samter, Kreis Birnbaum                                                                                  |
| Wahlkreis Meseritz-Bomst | 2                             | Posen 4                              | Kreis Meseritz, Kreis Bomst                                                                                   |
| Wahlkreis Buk-Kosten | 2                             | Posen 5                              | Kreis Buk, Kreis Kosten                                                                                       |
| Wahlkreis Fraustadt-Kröben | 3                             | Posen 6                              | Kreis Fraustadt, Kreis Kröben                                                                                 |
| Wahlkreis Schrimm-Schroda-Wreschen | 3                             | Posen 7                              | Kreis Schrimm, Kreis Schroda, Kreis Wreschen                                                                  |
| Wahlkreis Pleschen-Krotoschin | 2                             | Posen 8                              | Kreis Pleschen, Kreis Krotoschin                                                                              |
| Wahlkreis Adelnau-Schildberg | 2                             | Posen 9                              | Kreis Adelnau, Kreis Schildberg                                                                               |
| Wahlkreis Czarnikau-Chodziesen | 2                             | Bromberg 1                           | Kreis Czarnikau, Kreis Chodziesen                                                                             |
| Wahlkreis Wirsitz-Bromberg | 3                             | Bromberg 2                           | Kreis Wirsitz, Kreis Bromberg                                                                                 |
| Wahlkreis Schubin-Inowraclaw | 2                             | Bromberg 3                           | Kreis Schubin, Kreis Inowraclaw                                                                               |
| Wahlkreis Mogilno-Gnesen-Wongrowitz | 3                             | Bromberg 4                           | Kreis Mogilno, Kreis Gnesen, Kreis Wongrowitz                                                                 |
| Wahlkreis Guhrau-Steinau-Wohlau | 2                             | Breslau 1                            | Kreis Guhrau, Kreis Steinau, Kreis Wohlau                                                                     |
| Wahlkreis Militsch-Trebnitz | 2                             | Breslau 2                            | Kreis Militsch, Kreis Trebnitz                                                                                |
| Wahlkreis Wartenberg-Namslau-Oels | 3                             | Breslau 3                            | Kreis Wartenberg, Kreis Namslau, Kreis Oels                                                                   |
| Wahlkreis Stadt Breslau | 3                             | Breslau 4                            | Stadt Breslau                                                                                                 |
| Wahlkreis Breslau-Neumarkt | 2                             | Breslau 5                            | Kreis Breslau, Kreis Neumarkt                                                                                 |
| Wahlkreis Striegau-Schweidnitz | 2                             | Breslau 6                            | Kreis Striegau, Kreis Schweidnitz                                                                             |
| Wahlkreis Waldenburg-Reichenbach | 3                             | Breslau 7                            | Kreis Waldenburg, Kreis Reichenbach                                                                           |
| Wahlkreis Neurode-Glatz-Habelschwerdt | 3                             | Breslau 8                            | Kreis Neurode, Kreis Glatz, Kreis Habelschwerdt                                                               |
| Wahlkreis Frankenstein-Münsterberg | 2                             | Breslau 9                            | Kreis Frankenstein, Kreis Münsterberg                                                                         |
| Wahlkreis Nimptsch-Strehlen | 1                             | Breslau 10                           | Kreis Nimptsch, Kreis Strehlen                                                                                |
| Wahlkreis Ohlau-Brieg | 2                             | Breslau 11                           | Kreis Ohlau, Kreis Brieg                                                                                      |
| Wahlkreis Kreuzburg-Rosenberg | 2                             | Oppeln 1                             | Kreis Kreuzburg, Kreis Rosenberg O.S.                                                                         |
| Wahlkreis Oppeln | 2                             | Oppeln 2                             | Stadt Oppeln                                                                                                  |
| Wahlkreis Groß-Strehlitz-Lublinitz | 2                             | Oppeln 3                             | Kreis Groß Strehlitz, Kreis Lublinitz                                                                         |
| Wahlkreis Tost-Gleiwitz | 1                             | Oppeln 4                             | Kreis Tost-Gleiwitz                                                                                           |
| Wahlkreis Beuthen | 2                             | Oppeln 5                             | Kreis Beuthen                                                                                                 |
| ab Wahlperiode 21 bestanden die Ein-Personenwahlkreise Wahlkreis Tarnowitz-Beuthen, Wahlkreis Kattowitz-Zabrze und Wahlkreis Stadtkreis Beuthen, Königshütte und Kattowitz | jeweils 1                     | Oppeln 5–7                           | Kreis Beuthen, Kreis Kattowitz, Kreis Tarnowitz, Kreis Zabrze, Stadtkreise Beuthen, Königshütte und Kattowitz |
| Wahlkreis Pleß-Rybnik | 3                             | Oppeln 6                             | Kreis Pleß, Kreis Rybnik                                                                                      |
| Wahlkreis Ratibor | 2                             | Oppeln 7                             | Kreis Ratibor                                                                                                 |
| Wahlkreis Cosel-Leobschütz | 3                             | Oppeln 8                             | Kreis Cosel, Kreis Leobschütz                                                                                 |
| Wahlkreis Neustadt-Rybnik | 2                             | Oppeln 9                             | Kreis Neustadt, Kreis Falkenberg O.S.                                                                         |
| Wahlkreis Neisse-Grottkau | 2                             | Oppeln 10                            | Kreis Neisse, Kreis Grottkau                                                                                  |
| Wahlkreis Grünberg-Freistadt | 2                             | Liegnitz 1                           | Landkreis Grünberg i. Schles., Kreis Freystadt i. Niederschles.                                               |
| Wahlkreis Sagan-Sprottau | 2                             | Liegnitz 2                           | Kreis Sagan, Kreis Sprottau                                                                                   |
| Wahlkreis Glogau-Lüben | 2                             | Liegnitz 3                           | Kreis Glogau, Kreis Lüben                                                                                     |
| Wahlkreis Bunzlau-Löwenberg | 2                             | Liegnitz 4                           | Kreis Bunzlau (Schlesien), Kreis Löwenberg                                                                    |
| Wahlkreis Haynau-Liegnitz | 2                             | Liegnitz 5                           | Kreis Goldberg-Haynau, Kreis Liegnitz                                                                         |
| Wahlkreis Jauer-Bolkenhain-Landeshut | 2                             | Liegnitz 6                           | Kreis Jauer, Kreis Bolkenhain, Kreis Landeshut                                                                |
| Wahlkreis Hirschberg-Schönau | 2                             | Liegnitz 7                           | Landkreis Hirschberg im Riesengebirge, Kreis Schönau                                                          |
| Wahlkreis Lauban-Görlitz | 2                             | Liegnitz 8                           | Kreis Lauban, Kreis Görlitz                                                                                   |
| Wahlkreis Rothenburg-Hoyerswerda | 2                             | Liegnitz 9                           | Kreis Rothenburg (Ob. Laus.), Kreis Hoyerswerda                                                               |
| Wahlkreis Salzwedel-Gardelegen | 2                             | Magdeburg 1                          | Kreis Salzwedel, Kreis Gardelegen                                                                             |
| Wahlkreis Osterburg-Stendal | 2                             | Magdeburg 2                          | Kreis Osterburg, Kreis Stendal                                                                                |
| Wahlkreis Jerichow I-Jerichow II | 2                             | Magdeburg 3                          | Kreis Jerichow I, Kreis Jerichow II                                                                           |
| Wahlkreis Stadt Magdeburg mit Neustadt und Sudenburg | 2                             | Magdeburg 4                          | Stadt Magdeburg mit Neustadt und Sudenburg                                                                    |
| Wahlkreis Wolmirstedt-Neuhaldensleben | 2                             | Magdeburg 5                          | Kreis Wolmirstedt, Landkreis Neuhaldensleben                                                                  |
| Wahlkreis Wanzleben | 1                             | Magdeburg 6                          | Kreis Wanzleben                                                                                               |
| Wahlkreis Kalbe-Aschersleben | 2                             | Magdeburg 7                          | Kreis Kalbe, Kreis Aschersleben                                                                               |
| Wahlkreis Oschersleben-Halberstadt-Wernigerode | 2                             | Magdeburg 8                          | Kreis Oschersleben, Kreis Halberstadt, Kreis Wernigerode                                                      |
| Wahlkreis Liebenwerda-Torgau | 2                             | Merseburg 1                          | Kreis Liebenwerda, Kreis Torgau                                                                               |
| Wahlkreis Schweinitz-Wittenberg | 2                             | Merseburg 2                          | Kreis Schweinitz, Kreis Wittenberg                                                                            |
| Wahlkreis Bitterfeld-Delitzsch | 2                             | Merseburg 3                          | Kreis Bitterfeld, Kreis Delitzsch                                                                             |
| Wahlkreis Saalkreis incl. Stadt Halle | 2                             | Merseburg 4                          | Saalkreis incl. Stadt Halle (Saale)                                                                           |
| Wahlkreis Mansfelder Seekreis-Mansfelder Gebirgskreis | 2                             | Merseburg 5                          | Mansfelder Seekreis, Mansfelder Gebirgskreis                                                                  |
| Wahlkreis Sangerhausen-Eckartsberga | 2                             | Merseburg 6                          | Kreis Sangerhausen, Kreis Eckartsberga                                                                        |
| Wahlkreis Querfurt-Merseburg | 2                             | Merseburg 7                          | Kreis Querfurt, Kreis Merseburg                                                                               |
| Wahlkreis Weißenfels-Zeitz | 2                             | Merseburg 8                          | Kreis Weißenfels, Kreis Naumburg, Kreis Zeitz                                                                 |
| Wahlkreis Nordhausen | 1                             | Erfurt 1                             | Kreis Nordhausen                                                                                              |
| Wahlkreis Heiligenstadt-Worbis | 2                             | Erfurt 2                             | Kreis Heiligenstadt, Kreis Worbis                                                                             |
| Wahlkreis Langensalza-Weißensee-Mühlhausen | 2                             | Erfurt 3                             | Kreis Langensalza, Kreis Weißensee, Kreis Mühlhausen                                                          |
| Wahlkreis Kreis und Stadt Erfurt | 1                             | Erfurt 4                             | Kreis Erfurt, Stadt Erfurt                                                                                    |
| Wahlkreis Schleusingen-Ziegenrück | 1                             | Erfurt 5                             | Kreis Schleusingen, Kreis Ziegenrück, Ortschaft Kaulsdorf                                                     |
| Wahlkreis Hadersleben | 1                             | Schleswig-Holstein 1                 | Kreis Hadersleben                                                                                             |
| Wahlkreis Appenrade-Sonderburg | 1                             | Schleswig-Holstein 2                 | Kreis Hadersleben, Kreis Sonderburg                                                                           |
| Wahlkreis Flensburg | 1                             | Schleswig-Holstein 3                 | Kreis Flensburg                                                                                               |
| Wahlkreis Tondern | 1                             | Schleswig-Holstein 4                 | Kreis Tondern                                                                                                 |
| Wahlkreis Husum-Eiderstedt-Stadt Friedrichstadt | 1                             | Schleswig-Holstein 5                 | Kreis Husum, Kreis Eiderstedt, Stadt Friedrichstadt                                                           |
| Wahlkreis Schleswig | 1                             | Schleswig-Holstein 6                 | Kreis Schleswig ohne Friedrichstadt                                                                           |
| Wahlkreis Eckernförde | 1                             | Schleswig-Holstein 7                 | Kreis Eckernförde                                                                                             |
| Wahlkreis Altona | 1                             | Schleswig-Holstein 8                 | Altona |
| Wahlkreis Pinneberg | 1                             | Schleswig-Holstein 9                 | Kreis Pinneberg                                                                                               |
| Wahlkreis Steinburg | 1                             | Schleswig-Holstein 10                | Kreis Steinburg                                                                                               |
| Wahlkreis Süderdithmarschen | 1                             | Schleswig-Holstein 11                | Kreis Süderdithmarschen                                                                                       |
| Wahlkreis Norderdithmarschen | 1                             | Schleswig-Holstein 12                | Kreis Norderdithmarschen                                                                                      |
| Wahlkreis Rendsburg | 1                             | Schleswig-Holstein 13                | Kreis Rendsburg                                                                                               |
| Wahlkreis Kiel-Plön | 1                             | Schleswig-Holstein 14                | Stadt Kiel und ein Teil des Kreises Plön                                                                      |
| Wahlkreis Segeberg | 1                             | Schleswig-Holstein 15                | Kreis Segeberg                                                                                                |
| Wahlkreis Stormarn | 1                             | Schleswig-Holstein 16                | Kreis Stormarn                                                                                                |
| Wahlkreis Plön | 1                             | Schleswig-Holstein 17                | Größter Teil des Kreises Plön                                                                                 |
| Wahlkreis Oldenburg | 1                             | Schleswig Holstein 18                | Kreis Oldenburg                                                                                               |
| Wahlkreis Herzogtum Lauenburg | 1                             | Schleswig Holstein 19                | Kreis Herzogtum Lauenburg                                                                                     |
| Wahlkreis Aurich | 1                             | Provinz Hannover 1                   | Landkreis Aurich                                                                                              |
| Wahlkreis Emden | 1                             | Hannover 2                           | Landkreis Emden                                                                                               |
| Wahlkreis Leer | 1                             | Hannover 3                           | Landkreis Leer                                                                                                |
| Wahlkreis Meppen | 1                             | Hannover 4                           | Landkreis Meppen                                                                                              |
| Wahlkreis Lingen | 1                             | Hannover 5                           | Landkreis Lingen                                                                                              |
| Wahlkreis Bersenbrück | 1                             | Hannover 6                           | Landkreis Bersenbrück                                                                                         |
| Wahlkreis Osnabrück | 1                             | Hannover 7                           | Landkreis Osnabrück                                                                                           |
| Wahlkreis Melle | 1                             | Hannover 8                           | Landkreis Leer                                                                                                |
| Wahlkreis Diepholz | 1                             | Hannover 9                           | Landkreis Leer                                                                                                |
| Wahlkreis Hoya | 1                             | Hannover 10                          | Landkreis Leer                                                                                                |
| Wahlkreis Nienburg | 1                             | Hannover 11                          | Landkreis Leer                                                                                                |
| Wahlkreis Hannover | 1                             | Hannover 12                          | Landkreis Hannover                                                                                            |
| Wahlkreis Stadt Hannover | 1 (ab der 16. Wahlperiode: 2) | Hannover 13                          | Stadt Hannover                                                                                                |
| Wahlkreis Wennigsen | 1                             | Hannover 14                          | Amt Wennigsen                                                                                                 |
| Wahlkreis Hameln | 1                             | Hannover 15                          | Landkreis Hameln                                                                                              |
| Wahlkreis Hildesheim | 1                             | Hannover 16                          | Landkreis Hildesheim                                                                                          |
| Wahlkreis Marienburg | 1                             | Hannover 17                          | Landkreis Marienburg                                                                                          |
| Wahlkreis Liebenburg | 1                             | Hannover 18                          | Landkreis Liebenburg                                                                                          |
| Wahlkreis Osterode | 1                             | Hannover 19                          | Landkreis Osterode                                                                                            |
| Wahlkreis Göttingen | 1                             | Hannover 20                          | Landkreis Göttingen                                                                                           |
| Wahlkreis Einbeck | 1                             | Hannover 21                          | Landkreis Einbeck                                                                                             |
| Wahlkreis Zellerfeld | 1                             | Hannover 22                          | Landkreis Zellerfeld                                                                                          |
| Wahlkreis Gifhorn | 1                             | Hannover 23                          | Landkreis Gifhorn                                                                                             |
| Wahlkreis Celle | 1                             | Hannover 24                          | Landkreis Celle                                                                                               |
| Wahlkreis Fallingbostel | 1                             | Hannover 25                          | Landkreis Fallingbostel                                                                                       |
| Wahlkreis Uelzen | 1                             | Hannover 26                          | Landkreis Uelzen                                                                                              |
| Wahlkreis Dannenberg | 1                             | Hannover 27                          | Landkreis Dannenberg                                                                                          |
| Wahlkreis Lüneburg | 1                             | Hannover 28                          | Landkreis Lüneburg                                                                                            |
| Wahlkreis Harburg | 1                             | Hannover 29                          | Landkreis Harburg                                                                                             |
| Wahlkreis Staader Marschkreis | 1                             | Hannover 30                          | Staader Marschkreis                                                                                           |
| Wahlkreis Staader Geestkreis | 1                             | Hannover 31                          | Staader Geestkreis                                                                                            |
| Wahlkreis Neuhaus an der Oste-Otterndorf | 1                             | Hannover 32                          | Kreis Neuhaus an der Oste, Kreis Hadeln                                                                       |
| Wahlkreis Lehe | 1                             | Hannover 33                          | Landkreis Lehe                                                                                                |
| Wahlkreis Osterholz | 1                             | Hannover 34                          | Landkreis Osterholz                                                                                           |
| Wahlkreis Verden | 1                             | Hannover 35                          | Landkreis Verden                                                                                              |
| Wahlkreis Rotenburg | 1                             | Hannover 36                          | Kreis Rotenburg                                                                                               |
| Wahlkreis Tecklenburg | 1                             | Münster 1                            | Kreis Tecklenburg                                                                                             |
| Wahlkreis Steinfurt-Ahaus | 2                             | Münster 2                            | Kreis Steinfurt, Kreis Ahaus                                                                                  |
| Wahlkreis Stadt und Kreis Münster, Kreis Coesfeld | 2                             | Münster 3                            | Stadt Münster, Kreis Münster, Kreis Coesfeld                                                                  |
| Wahlkreis Borken-Recklinghausen | 2                             | Münster 4                            | Kreis Borken, Kreis Recklinghausen                                                                            |
| Wahlkreis Lüdinghausen-Beckum-Warendorf | 2                             | Münster 5                            | Kreis Lüdinghausen, Kreis Beckum, Kreis Warendorf                                                             |
| Wahlkreis Minden-Lübbecke-Jadegebiet | 2                             | Minden 1                             | Kreis Minden, Kreis Lübbecke, Jadegebiet                                                                      |
| Wahlkreis Herford-Halle-Bielefeld | 3                             | Minden 2                             | Kreis Herford, Kreis Halle, Kreis Bielefeld                                                                   |
| Wahlkreis Wiedenbrück-Paderborn-Büren | 2                             | Minden 3                             | Kreis Wiedenbrück, Kreis Paderborn, Kreis Büren                                                               |
| Wahlkreis Warburg-Höxter | 2                             | Minden 4                             | Kreis Warburg , Kreis Höxter                                                                                  |
| Wahlkreis Wittgenstein-Siegen | 1                             | Arnsberg 1                           | Kreis Wittgenstein, Kreis Siegen                                                                              |
| Wahlkreis Olpe-Meschede | 1                             | Arnsberg 2                           | Kreis Olpe, Kreis Meschede                                                                                    |
| Wahlkreis Altena-Iserlohn | 2                             | Arnsberg 3                           | Kreis Altena, Kreis Iserlohn                                                                                  |
| Wahlkreis Hagen | 2                             | Arnsberg 4                           | Kreis Hagen                                                                                                   |
| Wahlkreis Bochum-Dortmund | 3                             | Arnsberg 5                           | Kreis Bochum, Kreis Dortmund                                                                                  |
| Ab Wahlperiode 21: Wahlkreis Stadtkreis Dortmund | 1                             | Arnsberg 5                           | Stadtkreis Dortmund                                                                                           |
| Ab Wahlperiode 21: Wahlkreis Dortmund | 1                             | Arnsberg 8                           | Kreis Dortmund                                                                                                |
| Ab Wahlperiode 21: Wahlkreis Hörde | 1                             | Arnsberg 9                           | Kreis Hörde                                                                                                   |
| Ab Wahlperiode 21: Wahlkreis Stadtkreis und Landkreis Bochum, Stadtkreis Herne | 1                             | Arnsberg 10                          | Stadtkreise Bochum und Herne, Landkreis Bochum                                                                |
| Ab Wahlperiode 21: Wahlkreis Stadtkreis und Landkreis Gelsenkirchen | 1                             | Arnsberg 11                          | Stadtkreis Gelsenkirchen, Landkreis Gelsenkirchen                                                             |
| Ab Wahlperiode 21: Wahlkreis Hattingen-Stadtkreis Witten | 1                             | Arnsberg 12                          | Stadtkreis Witten, Landkreis Hattingen                                                                        |
| Wahlkreis Hamm-Soest | 2                             | Arnsberg 6                           | Kreis Hamm, Kreis Soest                                                                                       |
| Wahlkreis Lippstadt-Arnsberg-Brilon | 2                             | Arnsberg 7                           | Kreis Lippstadt, Kreis Arnsberg, Kreis Brilon                                                                 |
| Wahlkreis Rinteln | 1                             | Kassel 1                             | Kreis Rinteln                                                                                                 |
| Wahlkreis Hofgeismar-Wolfhagen | 1                             | Kassel 2                             | Kreis Hofgeismar, Kreis Wolfhagen                                                                             |
| Wahlkreis Stadtkreis Kassel | 1                             | Kassel 3                             | Stadt Kassel                                                                                                  |
| Wahlkreis Kassel-Witzenhausen | 1                             | Kassel 4                             | Kreis Kassel, Kreis Witzenhausen                                                                              |
| Wahlkreis Eschwege-Schmalkalden | 1                             | Kassel 5                             | Kreis Eschwege, Kreis Schmalkalden, Ortschaft Kaulsdorf                                                       |
| Wahlkreis Rotenburg-Hersfeld | 1                             | Kassel 6                             | Kreis Rotenburg, Kreis Hersfeld                                                                               |
| Wahlkreis Melsungen-Fritzlar | 1                             | Kassel 7                             | Kreis Melsungen, Kreis Fritzlar                                                                               |
| Wahlkreis Homberg-Ziegenhain | 1                             | Kassel 8                             | Kreis Homberg, Kreis Ziegenhain                                                                               |
| Wahlkreis Kirchheim-Frankenberg | 1                             | Kassel 9                             | Kreis Kirchheim, Kreis Frankenberg mit dem vormaligen Kreis Vöhl                                              |
| Wahlkreis Marburg | 1                             | Kassel 10                            | Landkreis Marburg                                                                                             |
| Wahlkreis Hünfeld-Gersfeld | 1                             | Kassel 11                            | Kreis Hünfeld, Kreis Gersfeld                                                                                 |
| Wahlkreis Fulda | 1                             | Kassel 12                            | Kreis Fulda                                                                                                   |
| Wahlkreis Schlüchtern-Gelnhausen | 1                             | Kassel 13                            | Kreis Schlüchtern, Kreis Gelnhausen mit dem Amt Orb                                                           |
| Wahlkreis Hanau | 1                             | Kassel 14                            | Kreis Hanau                                                                                                   |
| Wahlkreis Stadtkreis Frankfurt am Main | 2                             | Wiesbaden 1                          | Stadtkreis Frankfurt am Main                                                                                  |
| Wahlkreis Stadtkreis Wiesbaden | 1                             | Wiesbaden 2                          | Stadt Wiesbaden                                                                                               |
| Wahlkreis Wiesbaden | 1                             | Wiesbaden 3                          | Landkreis Wiesbaden                                                                                           |
| Wahlkreis Obertaunuskreis | 1                             | Wiesbaden 4                          | Obertaunuskreis                                                                                               |
| Wahlkreis Untertaunuskreis ab Wahlperiode 17: Wahlkreis Limburg | 1                             | Wiesbaden 5                          | Untertaunuskreis                                                                                              |
| Wahlkreis Oberamt Meisenheim-Rheingau | 1                             | Wiesbaden 6                          | Oberamt Meisenheim, Rheingaukreis                                                                             |
| Wahlkreis Unterlahn | 1                             | Wiesbaden 7                          | Unterlahnkreis                                                                                                |
| Wahlkreis Oberlahn | 1                             | Wiesbaden 8                          | Oberlahnkreis, Kreis Usingen                                                                                  |
| Wahlkreis Unterwesterwaldkreis | 1                             | Wiesbaden 9                          | Unterwesterwaldkreis                                                                                          |
| Wahlkreis Dillkreis-Oberwesterwaldkreis | 1                             | Wiesbaden 10                         | Dillkreis, Oberwesterwaldkreis                                                                                |
| Wahlkreis Biedenkopf | 1                             | Wiesbaden 11                         | Kreis Biedenkopf                                                                                              |
| Wahlkreis Stadt Köln | 2                             | Köln 1                               | Köln |
| Wahlkreis Köln-Bergheim-Euskirchen | 3                             | Köln 2                               | Kreis Köln, Kreis Bergheim, Kreis Euskirchen                                                                  |
| Wahlkreis Rheinbach-Bonn | 2                             | Köln 3                               | Kreis Rheinbach, Kreis Bonn                                                                                   |
| Wahlkreis Sieg-Mülheim-Wipperfürth | 3                             | Köln 4                               | Siegkreis, Kreis Mülheim am Rhein, Kreis Wipperfürth                                                          |
| Wahlkreis Gummersbach-Waldbröl | 1                             | Köln 5                               | Kreis Gummersbach, Kreis Waldbröl                                                                             |
| Wahlkreis Lennep-Solingen | 3                             | Düsseldorf 1                         | Kreis Lennep, Kreis Solingen                                                                                  |
| Wahlkreis Elberfeld-Barmen | 2                             | Düsseldorf 2                         | Städte Elberfeld und Barmen                                                                                   |
| Wahlkreis Elberfeld | 1                             | Düsseldorf 3                         | Kreis Elberfeld ohne die Städte Elberfeld und Barmen                                                          |
| Wahlkreis Stadt und Kreis Düsseldorf | 1                             | Düsseldorf 4                         | Stadt Düsseldorf, Kreis Düsseldorf                                                                            |
| Wahlkreis Essen-Duisburg | 3                             | Düsseldorf 5                         | Kreis Essen, Kreis Duisburg                                                                                   |
| Ab 21. Wahlperiode: Wahlkreis Stadtkreis Duisburg, Stadtkreis Oberhausen | 1                             | Düsseldorf 5                         | Duisburg, Oberhausen                                                                                          |
| Ab 21. Wahlperiode: Wahlkreis Stadtkreis Essen | 1                             | Düsseldorf 13                        | Essen |
| Ab 21. Wahlperiode: Wahlkreis Essen | 1                             | Düsseldorf 14                        | Landkreis Essen                                                                                               |
| Ab 21. Wahlperiode: Wahlkreis Stadtkreis Mülheim an der Ruhr-Mülheim an der Ruhr-Ruhrort | 1                             | Düsseldorf 15                        | Mülheim an der Ruhr, Kreis Mülheim an der Ruhr, Kreis Ruhrort                                                 |
| Wahlkreis Rees | 1                             | Düsseldorf 6                         | Kreis Rees |
| Wahlkreis Kleve | 1                             | Düsseldorf 7                         | Kreis Kleve                                                                                                   |
| Wahlkreis Moers | 1                             | Düsseldorf 8                         | Kreis Moers                                                                                                   |
| Wahlkreis Geldern-Kempen | 2                             | Düsseldorf 9                         | Kreis Geldern, Kreis Kempen                                                                                   |
| Wahlkreis Stadt Krefeld | 1                             | Düsseldorf 10                        | Stadt Krefeld                                                                                                 |
| Wahlkreis Gladbach | 2                             | Düsseldorf 11                        | Kreis Gladbach                                                                                                |
| Wahlkreis Neuss-Grevenbroich-Krefeld | 2                             | Düsseldorf 12                        | Kreis Neuss, Kreis Grevenbroich, Kreis Krefeld excl. Stadt Krefeld                                            |
| Wahlkreis Wetzlar | 2                             | Koblenz 1                            | Kreis Wetzlar                                                                                                 |
| Wahlkreis Altenkirchen-Neuwied | 2                             | Koblenz 2                            | Kreis Altenkirchen, Kreis Neuwied                                                                             |
| Wahlkreis Koblenz-St. Goar | 2                             | Koblenz 3                            | Kreis Koblenz, Kreis St. Goar, Garnison von Frankfurt am Main und Mainz                                       |
| Wahlkreis Kreuznach-Simmern-Zell | 2                             | Koblenz 4                            | Kreis Kreuznach, Kreis Simmern, Kreis Zell                                                                    |
| Wahlkreis Cochem-Mayen | 2                             | Koblenz 5                            | Kreis Cochem, Kreis Mayen                                                                                     |
| Wahlkreis Adenau-Ahrweiler | 1                             | Koblenz 6                            | Kreis Adenau, Kreis Ahrweiler                                                                                 |
| Wahlkreis Daun-Prüm-Bitburg | 2                             | Trier 1                              | Kreis Daun, Kreis Prüm, Kreis Bitburg                                                                         |
| Wahlkreis Wittlich-Bernkastel | 2                             | Trier 2                              | Kreis Wittlich, Kreis Bernkastel                                                                              |
| Wahlkreis Stadt und Kreis Trier | 2                             | Trier 3                              | Stadt Trier, Landkreis Trier                                                                                  |
| Wahlkreis Saarburg-Merzig-Saarlouis | 2                             | Trier 4                              | Kreis Saarburg, Kreis Merzig, Kreis Saarlouis                                                                 |
| Wahlkreis Saarbrücken-St. Wendel | 3                             | Trier 5                              | Kreis Saarbrücken, Kreis Ottweiler, Kreis St. Wendel                                                          |
| Wahlkreis Schleiden-Malmedy-Montjoie | 2                             | Aachen 1                             | Kreis Schleiden, Kreis Malmedy, Kreis Montjoie (Monchau)                                                      |
| Wahlkreis Eupen-Aachen-Stadt Aachen | 2                             | Aachen 2                             | Kreis Eupen, Kreis Aachen, Stadt Aachen                                                                       |
| Wahlkreis Düren-Jülich | 2                             | Aachen 3                             | Kreis Düren, Kreis Jülich                                                                                     |
| Wahlkreis Geilenkirchen-Heinsberg-Erkelenz | 2                             | Aachen 4                             | Kreis Geilenkirchen, Kreis Heinsberg, Kreis Erkelenz                                                          |
| Wahlkreis Hohenzollern | 2                             | Sigmaringen (Hohenzollernsche Lande) | Oberämter Hechingen, Haigerloch, Sigmaringen, Gammertingen, Wald, Trochtelfingen, Ostrach                     |